# 王勉 (成化進士)
王勉（1438年—？），字時藎，順天府宛平縣人，匠籍。明朝政治人物。進士出身。

## 生平
順天府鄉試第三名。成化八年（1472年）壬辰科會試第三十六名，殿試登進士第三甲第一百二十八名。

## 家族
曾祖父王志道。祖父王日新。父亲王貴。